# Alonso de Bracamonte
Alonso de Bracamonte Dávila y Guzmán (1563-25 de diciembre de 1622) fue el sexto señor de Peñaranda, sucesor de Álvaro Dávila y de Juana de Bracamonte.  

## Biografía
Fue caballero de la Orden de Santiago desde 1600, y recibió el título de primer conde de Peñaranda en el 31 de enero de 1603, gracia concedida por el rey Felipe III de España. Fue gentilhombre de cámara del rey Felipe III, así como Capitán General y asistente de Sevilla entre 1618 y 1620. Se casó con Juana Pacheco de Mendoza, hija de los condes de la Puebla de Montalbán. Uno de sus hijos fue Gaspar de Bracamonte Guzmán hombre de estado que fue nombrado virrey de Nápoles.